# Шуйський Дмитро Іванович

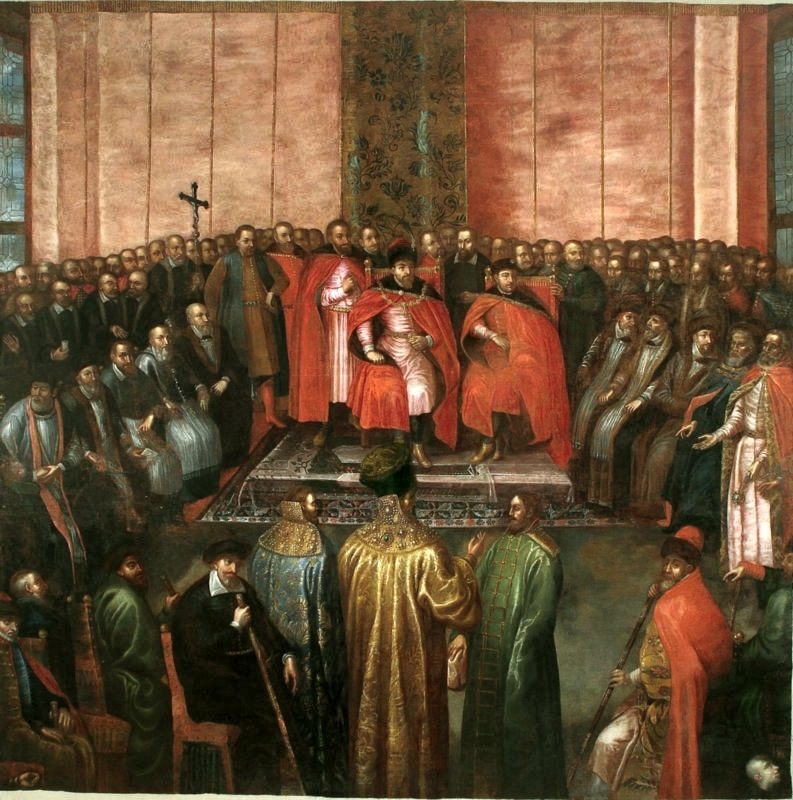
Присяга Шуйских королю Сигизмунду III в Варшаве, 1611 год

Князь Дми́тро Іва́нович Шу́йський (бл. 1560—1612) — воєвода Московського царства Смутного часу. Син князя Івана Андрійовича Шуйського. Після воцаріння старшого брата Василя IV Шуйського (1606) вважався спадкоємцем престолу.

## Біографія
Намагаючись захистити своїх дітей, князь Іван Андрійович Шуйський, його батько, в 1572 році одружив Дмитра з дочкою опричника Малюти Скуратова Катериною.
Ринда «з іншим саадаком» у царя 1577 і 1579, кравчий 1580-86 на місце Годунова. Воевода каргопольский (1586-87). Боярин з квітня 1586.
Під час переслідування Шуйських Годуновим з 1587 перебував на засланні в Шуї. В 1591 році Годунов, вже не бачачи небезпеки з боку Шуйських, повертає їх до Москви. З тих пір Шуйські в цілому поводилися лояльно.
У 1591 році знову введений в Боярську думу. У 1591 році з братом Олександром проти кримських татар у Коломенського у Великому полку при Федорі Івановичу Мстиславському і Годунові. Перший воєвода передового полку в армії Мстиславського в Кримському поході до Серпухова у 1598. Воєвода Великого полку проти Лжедмитрія I у Брянську у 1604.
Головний воєвода 1606-10 за царя Василии IV Шуйського, що не виграв, проте, практично жодного бою. В битві під Болховом, при наступі війська Лжедмитрія II на Москву, Дмитро Шуйський діяв вкрай нерішуче і надто обережно. Його передчасний наказ відводити «наряд» викликав паніку в війську та його розгром, з подальшим приходом Лжедмитрія II під Москву і обґрунтуванням в Тушинському таборі.
Вважається, що Дмитро Шуйський, що заздрив військовим успіхам і популярності визволителя Москви Михайла Скопіна-Шуйського попросив дружину отруїти його на одному з бенкетів. Російська армія залишилася без визнаного лідера, а Дмитро Шуйський програв черговий свій бій під Клушино, після якого відбулося повалення Шуйських, а Москва окупована поляками.
Був відсутній під час весілля свого брата з царицею Марією. На це іноземці звернули увагу. у «Щоденнику Марини Мнішек» описано, як пізніше якийсь пан Коморовський писав з Москви воєводі Юрію Мнішку в Ярославлі: «Дмитро Шуйський повернувся, втративши будь-яку надію, з-під Алексін, а дорікав цареві, що той одружився, кажучи: "Ти веселишся , а кров безневинна ллється". Також сказав йому, що вже царювати тобі залишилося недовго, бо нема на кого тобі спертися, а тому подумай про себе і про нас, поклонитися треба того, кому царство по справедливості належить». Хоча, скоріш за все, невдоволення брата викликало зміна його положення і потенційна поява новонароджених спадкоємців .
Після падіння Василя IV Шуйського поляки вивезли всіх потомків Шуйських до Польщі. Дмитро, як і його дружина і брат, помер в полоні в 1612 році ув'язненим в Гостинінському замку. 1635 року, після укладення миру з Річчю Посполитою, тіла померлих урочисто перевезли до Московії. Василя Івановича було поховано в Архангельскому соборі в Москві, Дмитра Івановича - на Ваганьковському кладовищі. Останки Катерини були перевезені до Суздаля і поховані з північного боку Покровського собору.